# Miasta w Iranie
Według danych oficjalnych pochodzących z 2006 roku Iran posiadał ponad 150 miast o ludności przekraczającej 50 tys. mieszkańców. Stolica kraju Teheran jako jedyne miasto liczyło ponad 5 milionów mieszkańców; 5 miast z ludnością 1÷5 mln.; 7 miast z ludnością 500÷1000 tys.; 67 miast z ludnością 100÷500 tys.; 70 miast z ludnością 50÷100 tys. oraz reszta miast poniżej 50 tys. mieszkańców.

## Największe miasta w Iranie
Największe miasta w Iranie według liczebności mieszkańców (stan na 24.09.2016):
| L.p. | Miasto     | Ostan                | Liczba ludności |
| ---- | ---------- | -------------------- | --------------- |
| 1.   | Teheran    | Teheran              | 8.693.706       |
| 2.   | Meszhed    | Chorasan-e Razawi    | 3.001.184       |
| 3.   | Isfahan    | Isfahan              | 1.961.260       |
| 4.   | Karadż     | Alborz               | 1.592.492       |
| 5.   | Sziraz     | Fars                 | 1.565.572       |
| 6.   | Tebriz     | Azerbejdżan Wschodni | 1.558.693       |
| 7.   | Kom        | Kom                  | 1.201.158       |
| 8.   | Ahwaz      | Chuzestan            | 1.184.788       |
| 9.   | Kermanszah | Kermanszah           | 946.651         |

## Alfabetyczna lista miast w Iranie
(w nawiasie nazwa oryginalna w języku perskim)
- Abadan (آبادان)
- Abade (آباده)
- Abhar (ابهر)
- Ahar (اهر)
- Ahwaz (اهواز)
- Aligudarz (اليگودرز)
- Alwand (الوند)
- Amol (آمل)
- Andimeszk (انديمشك)
- Andisze (انديشه)
- Arak (اراك)
- Aran wa Bidgol (آران وبيدگل)
- Ardabil (اردبيل)
- Ardakan (اردكان)
- Asadabad (اسدآباد)
- Babol (بابل)
- Babolsar (بابلسر)
- Bagherszahr (باقرشهر)
- Baghestan (باغستان)
- Bam (بم)
- Bandar-e Abbas (بندرعباس)
- Bandar-e Anzali (بندرانزلى)
- Bandar-e Chomejni (بندرامام خمينى)
- Bandar-e Genawe (بندرگناوه)
- Bandar-e Mahszahr (بندرماهشهر)
- Bane (بانه)
- Behbehan (بهبهان)
- Behszahr (بهشهر)
- Birdżand (بيرجند)
- Bodżnurd (بجنورد)
- Bonab (بناب)
- Borazdżan (برازجان)
- Borudżerd (بروجرد)
- Bukan (بوكان)
- Buszehr (بوشهر)
- Chasz (خاش)
- Choj (Chwoj) (خوى)
- Chomejn (خمين)
- Chomejniszahr (Homajunszahr) (خمينى شهر)
- Chorramabad (خرم آباد)
- Chorramszahr (Chuninszahr) (خرمشهر)
- Czabahar (چاه بهار)
- Damghan (دامغان)
- Darab (داراب)
- Dehdaszt (دهدشت)
- Dezful (دزفول)
- Dogonbadan (دوگنبدان)
- Dorud (دورود)
- Dżahrom (جهرم)
- Dżiroft (جيرفت)
- Eghlid (اقليد)
- Esfarajen (اسفراين)
- Eslamabad-e Gharb (اسلام آبادغرب)
- Eslamszahr (اسلامشهر)
- Fasa (فسا)
- Fuladszahr (فولادشهر)
- Gha’emszahr (قائم شهر)
- Gharczak (قرچك)
- Ghods (قدس)
- Ghorwe (قروه)
- Ghuczan (قوچان)
- Golestan (miasto) (Soltanabad) (گلستان)
- Gonbad-e Kawus (گنبدكاووس)
- Gorgan (گرگان)
- Hamadan (همدان)
- Harsin (هرسين)
- Ilam (ايلام)
- Iranszahr (ايرانشهر)
- Isfahan (اصفهان)
- Ize (ايذه)
- Jasudż (ياسوج)
- Jazd (يزد)
- Kamalszahr (كمال شهر)
- Kangawar (كنگاور)
- Karadż (كرج)
- Kaszan (كاشان)
- Kaszmar (كاشمر)
- Kazerun (كازرون)
- Kazwin (قزوين)
- Kerman (كرمان)
- Kermanszah (Bakhtaran) (كرمانشاه)
- Kom (قم)
- Kuhdaszt (كوهدشت)
- Lahidżan (لاهيجان)
- Langarud (لنگرود)
- Lar (لار)
- Mahabad (مهاباد)
- Malard (ملارد)
- Malajer (ملاير)
- Maraghe (مراغه)
- Marand (مرند)
- Mariwan (مريوان)
- Marwdaszt (مرودشت)
- Meszhed (مشهد)
- Masdżed-e Solejman (مسجدسليمان)
- Meszginszahr (مشگين شهر)
- Mejbod (ميبد)
- Mijandoab (مياندوآب)
- Mijane (ميانه)
- Minab (ميناب)
- Mobarake (مباركه)
- Mohammadszahr (محمدشهر)
- Naghade (نقده)
- Nahawand (نهاوند)
- Nadżafabad (نجف آباد)
- Nasimszahr (Akbarabad) (نسيم شهر)
- Nazarabad (نظرآباد)
- Niszapur (نيشابور)
- Nurabad (Fars) (نورآباد)
- Nurabad (Lorestan) (نورآباد)
- Omidije (اميديه)
- Pakdaszt (پاكدشت)
- Parsabad (پارس آباد)
- Piranszahr (پيرانشهر)
- Rafsandżan (رفسنجان)
- Ramhormoz (رامهرمز)
- Raszt (رشت)
- Robatkarim (رباطكريم)
- Sabzewar (سبزوار)
- Salehabad (Teheran) (صالح آباد)
- Salmas (سلماس)
- Sanandadż (سنندج)
- Saghghez (سقز)
- Sarawan (سراوان)
- Sari (سارى)
- Sawe (ساوه)
- Semnan (سمنان)
- Szahinszahr (شاهين شهر)
- Szahr-e Kord (شهركرد)
- Szahreza (Ghomsze) (شهرضا)
- Szahrijar (شهريار)
- Szahrud (Emamszahr) (شاهرود)
- Sziraz (شيراز)
- Szirwan (شيروان)
- Suza (شوش)
- Szusztar (شوشتر)
- Sirdżan (سيرجان)
- Tebriz (تبريز)
- Takestan (تاكستان)
- Teheran (تهران)
- Torbat-e Dżam (تربت جام)
- Torbat-e Hejdarije (تربت حيدريه)
- Urmia (اروميه)
- Waramin (ورامين)
- Zabol (زابل)
- Zahedan (زاهدان)
- Zandżan (زنجان)
- Zarand (زرند)
- Zarrinszahr (زرين شهر)